# Nederlandse Gasunie
NV Nederlandse Gasunie est l'entreprise publique responsable du transport du gaz naturel aux Pays-Bas.
Fondée en 1963, Gasunie est une société anonyme, détenue à 100% par l'État néerlandais (représenté par le ministère des Finances). Le réseau de Gasunie se compose de plus de 15 500 kilomètres de canalisations aux Pays-Bas et en Allemagne, de raccordements à des réseaux de canalisations nationaux et internationaux et de centaines d'installations, dont une installation GNL (peak shaver), un stockage souterrain de gaz (nl) comme à Zuidwending et au  terminal Gate (nl), une importation terminal de gaz naturel liquéfié (GNL). La quantité annuelle de gaz naturel circulant dans les gazoducs est d'environ 125 milliards de m³ (1 221 milliards de TWh), soit environ 25% de la consommation totale de gaz en Europe.
Gasunie dispose de deux filiales qui gèrent le réseau de transport de gaz. En Allemagne, c'est Gasunie Deutschland et aux Pays-Bas, c'est Gasunie Transport Services (GTS). GTS est l'opérateur du réseau national de transport de gaz aux Pays-Bas. Gasunie est également le fondateur de Vertogas (nl), l'organisme de certification du gaz vert.
TenneT est l'organisation néerlandaise comparable pour le transport d'électricité.

## Histoire
En 1959, la Nederlandse Aardolie Maatschappij (nl) (NAM) a découvert du gaz naturel à Groningen près de Slochteren. La production de ce champ a commencé en 1963. La Nederlandse Gasunie a été créée la même année en tant qu'organisation de vente de gaz naturel néerlandais. En 10 ans, Gasunie a construit un vaste réseau de transport de gaz, dont le premier site a été construit à Scheveningen. Après cette période de construction, presque tous les ménages néerlandais ont été raccordés au réseau de gaz et d'importants contrats d'exportation ont été conclus avec l'Allemagne, la Belgique, la France, la Suisse et l'Italie.
Le 9 juillet 1963, la direction décida – à contrecœur et sous une forte pression politique – que le siège social serait situé dans la ville de Groningue. Cependant, il faudra attendre 1968 avant que cela ne se produise réellement. Depuis 1994, De Gasunie est situé dans lebâtiment Gasunie (nl), au sud-ouest de la ville, pris en sandwich entre l'A7, le périphérique ouest et l'hippodrome du Stadspark.
L'Union européenne libéralise le marché européen du gaz depuis de nombreuses années. L'une des composantes est la réalisation d'un réseau de transport de gaz indépendant, où chaque fournisseur a des chances égales d'apporter du gaz sur le marché et de promouvoir la concurrence sur ce marché. Des lignes directrices européennes ont été élaborées à cet effet. Ainsi, depuis le 1er juillet 2005, la société de négoce de gaz GasTerra a été séparée de Gasunie. Désormais, NV Nederlandse Gasunie sera impliquée dans le transport et le stockage de gaz naturel et GasTerra dans la fourniture et le négoce de gaz. Shell, ExxonMobil et Energie Beheer Nederland (nl) ont quitté Gasunie lors de la scission en 2005 et l'État en a acquis la pleine propriété.

## Activités
La tâche principale de Gasunie est de gérer, d'entretenir et d'adapter (rénovation et construction neuve) le système de transport de gaz. Gasunie a divisé ses activités en trois divisions principales :
1. Gestion de réseau régulé aux Pays-Bas et en Allemagne : facilite les services de transport de gaz. Les services les plus importants sont assurés par Gas Transport Services (GTS), l'opérateur national du réseau gazier. De plus, cette division fait un état des lieux des besoins futurs en capacité de transport ;
2. Construction, gestion et maintenance : aide à la préparation et à la mise en œuvre de nouveaux projets de construction et de maintenance ;
3. Participations & Développement : est chargée du développement de nouveaux flux gaziers vers l'Europe du Nord-Ouest via les terminaux méthaniers et les gazoducs longue distance.

La société possède et gère l'un des plus grands réseaux de gazoducs d'Europe (plus de 15 500 km), dont environ 12 000 km aux Pays-Bas. Le 1er juillet 2008, Gasunie a considérablement étendu son réseau de transport de gaz avec le rachat de BEB Erdgas en Allemagne. Cela a donné à l'entreprise 3 500 kilomètres de pipeline dans le nord de l'Allemagne, s'étendant de la frontière néerlandaise à Berlin. Le réseau acquis est également relié à des réseaux en Norvège et en Russie et transporte 30 milliards de m³ de gaz naturel par an. De Gasunie a également repris les 150 employés de BEB.
En septembre 2019, il a été annoncé que Gasunie développerait deux pipelines basés sur une gestion indépendante du transport de chaleur. Les conduites seront installées pour le transport de la chaleur du port de Rotterdam vers la région de La Haye. Gasunie reprendra ce projet d'Eneco. La canalisation de transport de chaleur sera un réseau de transport régulé auquel différents fournisseurs de sources de chaleur et consommateurs pourront se connecter sur la base de conditions transparentes, avec Gasunie comme gestionnaire indépendant. En Hollande-Méridionale, la construction d'un réseau de chaleur régional peut réduire les émissions de CO2.
En avril 2022, Gasunie a loué un pétrolier pour une période de cinq ans pour convertir des cargaisons de gaz naturel liquéfié (GNL) sous forme gazeuse, après quoi il peut être pompé dans le réseau gazier néerlandais. Un mois plus tard, un deuxième contrat pour un navire comparable a suivi, également pour une période de cinq ans. Les deux peuvent stocker du gaz liquide dans la cale et fournir le gaz en fonction des besoins. Les deux installations devraient entrer en service à l'automne 2022 et cette capacité réduira la dépendance au gaz naturel russe. Les deux navires, d'Exmar et de New Fortress Energy, seront amarrés à Eemshaven et ensemble, ils pourront fournir 8 milliards de m³ de gaz naturel. Gasunie est copropriétaire du terminal Gate (nl) à Rotterdam depuis des années, une installation comparable, mais à terre.

### Résultats
Le chiffre d'affaires a augmenté en 2011 en raison de la mise en service de l'installation de stockage souterrain de gaz à Zuidwending, du terminal Gate (nl) et de l'expansion du réseau de transport de gaz néerlandais. Moins de gaz a été transporté aux Pays-Bas en raison de la douceur de l'hiver. La perte de 602 millions d'euros a été principalement causée par des ajustements des tarifs imposés par les régulateurs. Ces réductions ont conduit à une dépréciation de 900 millions d'euros, dont 221 millions d'euros sur le réseau de transport de gaz aux Pays-Bas et 679 millions d'euros d'écart d'acquisition. En Allemagne, une dépréciation de 400 millions d'euros a été effectuée pour des raisons similaires, portant le total des dépréciations à 1 300 millions d'euros. Le conseil d'administration a décidé de ne pas verser de dividende.
En 2016, le bénéfice a diminué à 183 millions d'euros. 450 millions d'euros de ce montant sont le résultat d'une dépréciation supplémentaire des actifs après que le régulateur, l'Autorité néerlandaise des consommateurs et des marchés (nl) (ACM), a abaissé les tarifs pour la période 2017-2021. Hors cette charge exceptionnelle, le bénéfice s'élève à EUR 521 millions.
Vous trouverez ci-dessous un aperçu des données financières et opérationnelles de Gasunie depuis 2004.
| Année | Revenu | Résultat d'entreprise | Résultat Rapporté | Dividende payé | Transport Gasunie (x milliards de m3 ) (idem en TWh) | Idem Gasunie Deutschland (x milliards de m3 ) (idem en TWh) |
| ----- | ------ | --------------------- | ----------------- | -------------- | ---------------------------------------------------- | ----------------------------------------------------------- |
| 2004  | 1418   |                       | 447               |                | 97                                                   |                                                             |
| 2005  | 1277   |                       | 431               |                | 95                                                   |                                                             |
| 2006  | 1251   |                       | 383               |                | 96                                                   |                                                             |
| 2007  | 1319   |                       | 435               |                | 96                                                   |                                                             |
| 2008  | 1506   |                       | 394               | 296            | 108                                                  | 9                                                           |
| 2009  | 1669   |                       | 122               | 416            | 99                                                   | 24                                                          |
| 2010  | 1523   | 726                   | 454               | 182            | 111                                                  | 24                                                          |
| 2011  | 1726   | 860                   | -602              | 0              | 102                                                  | 24                                                          |
| 2012  | 1506   | 672                   | 359               | 215            | 105                                                  | 24                                                          |
| 2013  | 1527   | 798                   | 464               | 325            | 116                                                  | 24                                                          |
| 2014  | 1651   | 893                   | 603               | 362            | 100 (976)                                            | 26 (257)                                                    |
| 2015  | 1631   | 786                   | 553               | 332            | 96 (926)                                             | 25 (244)                                                    |
| 2016  | 1548   | 733                   | 183               | 110            | 98 (971)                                             | 27 (265)                                                    |
| 2017  | 1241   | 448                   | 259               | 259            | 98 (960)                                             | 26 (253)                                                    |
| 2018  | 1247   | 413                   | 325               | 228            | 96 (939)                                             | 20 (197)                                                    |
| 2019  | 1278   | 504                   | 412               | 288            |                                                      |                                                             |
| 2020  | 1372   | 859                   | 600               | 262            |                                                      |                                                             |

## Régulation
Réglementé par la loi, Gasunie est un monopoleur ; elle gère seule le réseau gazier néerlandais. Pour la détermination de ses tarifs, le gouvernement a nommé l'Autorité néerlandaise de la concurrence (nl) ou la NMa Energiekamer comme superviseur. La NMa détermine le niveau des tarifs que l'opérateur de réseau néerlandais Gasunie Transport Services (GTS) peut facturer via ce que l'on appelle des décisions de méthode. Il existe un champ de tension entre le régulateur et Gasunies GTS. Pour mener à bien sa tâche, GTS veut un réseau de haute qualité et avec une capacité suffisante. La NMa Energiekamer teste, entre autres, les propositions d'investissement pour la nécessité et l'organisation de GTS pour l'efficacité. Il y a concertation entre les deux parties, mais c'est le superviseur qui décide des tarifs que GTS peut appliquer. Cette structure n'est pas unique en Europe ; L'Italie, l'Espagne et le Royaume-Uni, entre autres, ont des régimes similaires. Une différence importante avec ces trois pays européens est que les actions des opérateurs de réseau sont entre des mains privées ; aux Pays-Bas, l'État est l'unique actionnaire.
En juin 2010, le tribunal d'appel du commerce et de l'industrie (nl) a annulé les décisions de méthode relatives à la période 2009-2012. La Commission a également constaté que la NMa n'avait pas pris à tort une décision comparable pour la détermination des tarifs pour les années 2006-2008. En août 2011, la NMa a adopté les nouvelles décisions de méthode. Avec effet rétroactif pour la période 2006-2009 et pour la période 2010-2013. Ces règles sont basées sur une valeur nettement inférieure du réseau gazier néerlandais existant, ce qui signifie que les tarifs de GTS sont inférieurs. GTS, comme d'autres parties intéressées, a interjeté appel en novembre 2011. Sur la base d'une évaluation des conséquences financières, Gasunie a enregistré un amortissement exceptionnel de 900 millions d'euros au premier semestre 2011 : 221 millions d'euros de dépréciation du réseau de transport aux Pays-Bas et 679 millions d'euros de goodwill. Cet amortissement pourrait encore augmenter pour atteindre environ 1,7 milliard d'euros si les tarifs devaient être abaissés à partir du début de 2006.
À la suite des décisions de méthode, Gasunie doit rembourser 400 millions d'euros aux utilisateurs (énergéticiens et industriels) du réseau dans les deux prochaines années. GTS réglera ce montant avec les coûts de transport du gaz au cours des deux prochaines années.
En Allemagne, Gasunie doit traiter avec la Bundesnetzagentur (BnetzA) en tant qu'autorité de surveillance. Peu après la prise de contrôle du réseau gazier allemand en 2008, le régulateur allemand a baissé les tarifs. Avec les nouveaux tarifs, un retour sur investissement de 3% peut être atteint. C'est bien moins que prévu et Gasunie a pris une charge extraordinaire en 2009 en annulant 570 millions d'euros sur le réseau allemand. Hors cet amortissement exceptionnel, le bénéfice de 2009 s'élève à 555 millions d'euros. La baisse des bénéfices en 2010 par rapport à l'année précédente s'explique par la baisse des revenus du transport due à la baisse des tarifs autorisés fixés par les régulateurs. Cela a exercé une pression sur le chiffre d'affaires et les revenus du gestionnaire de réseau.

## Projets majeurs récemment achevés

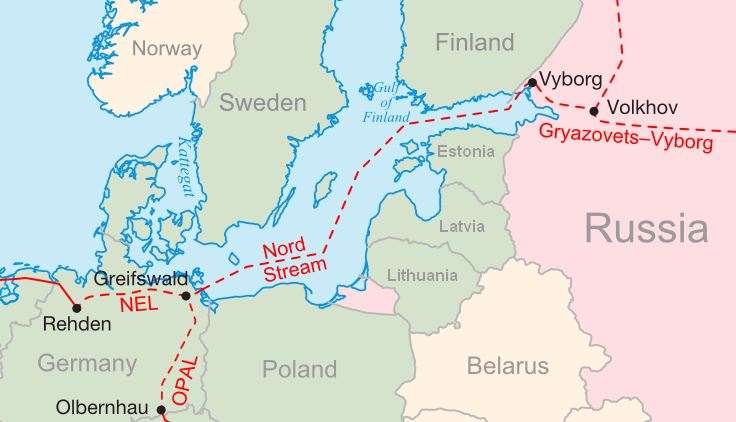
Emplacement du pipeline Nord Stream et NEL

- En 2008, Gasunie a commencé à travailler sur une capacité de transport supplémentaire de Groningue vers le sud-est et le sud-ouest des Pays-Bas. La majorité des agrandissements sont situés à côté de gazoducs existants. Au total, 450 kilomètres de pipeline ont été posés et plusieurs stations de compression ont été construites. Il a représenté un investissement total d'environ 1,5 milliard d'euros et a été achevé en 2012[11].
- La société détient une participation de 9% dans le gazoduc offshore Nord Stream. Le gazoduc de 1 224 kilomètres de long transporte du gaz de Vyborg (Russie) à Greifswald dans l'État allemand de Mecklembourg-Poméranie occidentale et traverse le fond de la mer Baltique. En juin 2010, Gaz de France Suez est devenu le cinquième actionnaire. Ce géant français de l'énergie détient également 9% du capital. La construction a commencé en 2010 et à la fin de 2010, plus des deux tiers du pipeline avaient déjà été posés. Le 8 novembre 2011, le pipeline a été officiellement inauguré. Le deuxième pipeline parallèle a été officiellement mis en service le 8 octobre 2012. Le coût de l'ensemble du projet s'élève à 7,4 milliards d'euros, en ligne avec les attentes[12].
- En 2011, la capacité du pipeline BBL (nl) avec le Royaume-Uni a été augmentée de 3,2 milliards grâce à l'installation d'un – quatrième – compresseur supplémentaire. La capacité était de 15 milliards de m par an et est passée à plus de 18 milliards. Le pipeline a une longueur de 235 kilomètres et est situé entre Balgzand et Bacton au Royaume-Uni. Gasunie détient une participation de 60% dans BBL Company ;
- En janvier 2011, le tampon de gaz naturel souterrain de Zuidwending près de Veendam a été mis en service[13]. Voici cinq cavernes de sel d'une capacité de 0,5 million de m³ chacune. En 2009, Gasunie a acquis la participation de 50% de Nuon dans ce projet. En octobre 2013, la dernière et la cinquième caverne ont été achevées;
- La construction du premier terminal d'importation de GNL à Rotterdam, en collaboration avec la société de stockage de pétrole de Rotterdam Vopak. La construction de ce terminal a commencé en 2008 et a été mise en service en septembre 2011. Le terminal est composé de trois réservoirs d'une capacité totale de stockage de 540 000 m3 de gaz liquide, soit l'équivalent d'un débit annuel de 12 milliards de m³ de gaz. Des permis ont été obtenus pour une nouvelle extension de la capacité à 16 milliards de m. Des contrats pluriannuels ont été conclus pour le terminal Gate (nl) avec quatre grands fournisseurs d'énergie, comme Essent (qui a été racheté par l'énergéticien allemand RWE en septembre 2009) et E.ON. Initialement, Gasunie et Vopak détenaient ensemble 80% du terminal et les cocontractants en détenaient chacun 5%. Finalement, Vopak et Gasunie sont devenus les seuls actionnaires, chacun avec 50% des actions ;
- Depuis 2015, Gasunie, Vopak et Oiltanking travaillent sur les plans du terminal GNL de Brunsbüttel (nl). Il s'agit d'un terminal méthanier avec deux postes à quai, deux réservoirs de stockage et une installation de regazéification. Le terminal sera également connecté au réseau de gaz naturel allemand. La construction n'a jamais commencé en raison de l'opposition des mouvements environnementaux et des résidents locaux. Fin 2021, Vopak a abandonné en tant que participant actif et a déprécié la valeur du projet. Le 27 février 2022, le chancelier Olaf Scholz a annoncé la construction rapide de deux terminaux méthaniers, celui-ci et à Wilhelmshaven, en réponse à l'invasion russe de l'Ukraine en 2022 pour réduire la dépendance au gaz naturel russe[14].
- Gasunie Ostseeanbindungsleitung (GOAL), filiale à 100% de Gasunie Allemagne, participe à la construction du pipeline NEL (nl) à hauteur de 20% depuis 2010. NEL est un gazoduc de 440 kilomètres reliant le nouveau Nord Stream et les gazoducs existants dans le nord-ouest de l'Allemagne. Après un investissement d'environ 1,1 milliard d'euros, le pipeline a été mis en service en novembre 2012.

## Title Transfer Facility (TTF)
Gasunie joue un rôle important dans la promotion des forces du marché. Gasunie est l'un des principaux actionnaires du Title Transfer Facility (TTF), une plateforme de négociation où l'offre et la demande de gaz sont réunies. Le marché du gaz connaît une forte croissance ; en 2007, 8 milliards de mètres cubes de gaz ont été fournis via le TTF et en 2008, c'était déjà 20,3 milliards de m³. En 2009, il y a eu à nouveau une augmentation de 32% pour atteindre – net – 26,6 milliards de m³. Les volumes de transactions sont plus de trois fois plus élevés, car toutes les transactions ne conduisent pas à une livraison physique. Le volume échangé a de nouveau augmenté de manière significative en 2011 pour atteindre 164 milliards de m³, soit 50 milliards de plus que l'année précédente. Le volume net augmentera de 20%, passant de 31,8 milliards à 38,4 milliards de m³ en 2011. Le TTF est la plus grande place de marché du gaz sur le continent européen.